# الصمم في المملكة المتحدة
شكّل مجتمع الصم وضعاف السمع (DHH) في المملكة المتحدة مجموعة متنوعة من الأفراد، لكل منهم تجاربه الخاصة، ولغاته، واحتياجاته الفريدة في التواصل. وتتمتع البلاد بتاريخ طويل في ثقافة الصم، ولغة الإشارة، وجهود المناصرة. وقد أُعترف بلغة الإشارة البريطانية رسميًا كلغة أقلية في عام 2003، ونالت وضعًا قانونيًا في عام 2022. يستعرض هذا المقال الوضع الراهن لحقوق الإنسان والحقوق المدنية للأشخاص ذوي الإعاقة في المملكة المتحدة، بما في ذلك فحوصات الأطفال حديثي الولادة، والنموذج الأسري في التدخل المبكر. كما يناقش إمكانية الوصول إلى سوق العمل، والدعم الحكومي المقدم من خلال منح 'الوصول إلى العمل' التي تساهم في تغطية تكاليف التسهيلات اللازمة في أماكن العمل للأشخاص ذوي الإعاقة.

## حقوق الإنسان والحقوق المدنية لأفراد DHH في المملكة المتحدة

### اتفاقية الأمم المتحدة لحقوق الأشخاص ذوي الإعاقة
حُدد حقوق الإنسان للأشخاص الصم وضعاف السمع في اتفاقية الأمم المتحدة لحقوق الأشخاص ذوي الإعاقة. اعتبارًا من عام 2011، لم تصادق المملكة المتحدة بعد على اتفاقية حقوق الأشخاص ذوي الإعاقة. في حين أن اتفاقية حقوق الأشخاص ذوي الإعاقة تتناول مجموعة واسعة من الإعاقات، فإن الاتحاد العالمي للصم يسلط الضوء على العديد من المواد ذات الأهمية الخاصة لمجتمع الصم.
- حقوق لغة الإشارة (المواد 2، 21.ب، 21.3، 23.3، و24.3ب)
- ثقافة الصم والهوية اللغوية (المادة 30.4)
- التعليم الثنائي اللغة (المادة 24.1، 24.3ب، 24.4)
- التعلم مدى الحياة (المادة 5، 24.5، و27)
- إمكانية الوصول (المادتان 9 و21)
- تكافؤ فرص العمل (المادة 27)
- المشاركة المتساوية (المواد 5، 12، 20، 23، 24، 29)

### تقرير الدولة الطرف للمملكة المتحدة
وقد نُشر التقرير الأولي للبلاد، والذي كان من المقرر تقديمه في عام 2011، في 24 نوفمبر/تشرين الثاني 2011. فيما يلي ملخص للمحتوى الأكثر أهمية لمجتمعات DHH، استنادًا إلى مجالات الأولوية لـ WFD.

#### حقوق لغة الإشارة
المادة 2: وفقًا لقانون المساواة لعام 2010، تحدد بريطانيا العظمى ما إذا كان الشخص معاقًا بناءً على ما إذا كان الشخص يعاني من إعاقة جسدية أو عقلية تؤدي إلى آثار طويلة المدى تؤدي إلى قدرته على القيام بالوظائف اليومية العادية
المادة ٢١ (ب): يذكر هذا القسم من التقرير أنه في عام ٢٠٠٩، نشرت اسكتلندا، بدعم حكومي، "خارطة الطريق نحو لغة الإشارة البريطانية والوصول اللغوي". وقد نُشرت هذه الخارطة على أمل تطوير بنية تحتية لتدريب وتسجيل مترجمي لغة الإشارة البريطانية (BSL) لمعالجة النقص. إلى أي مدى ساهمت غير معروف
المادة 21.ج: يجب على القنوات التلفزيونية أن تبث ثلاثين دقيقة من البرامج المقدمة باللافتات شهريًا، وفقًا لهيئة تنظيم الوصول إلى التلفزيون Ofcom . ونتيجة لذلك، انضمت قنوات أصغر لتمويل مؤسسة البث بلغة الإشارة البريطانية، التي تكلف بتقديم برامج تلفزيونية باللغة الإشارة لمنطقة لغة الإشارة البريطانية على القناة المجتمعية.
المادة 23.3: لا يتضمن هذا القسم من المادة 23 أي ذكر لحقوق لغة الإشارة.
المادة 24.3ب :(انظر الملخص تحت عنوان التعليم الثنائي اللغة)

#### ثقافة الصم والهوية اللغوية
المادة 30.4: تنص المادة 30 على أنه لم يُنفذ أي وسائل دعم للمساهمة في ثقافة الصم والهوية اللغوية.

#### التعليم ثنائي اللغة
المادة 24.1 يحق للأفراد الوصول إلى وسائل الاتصال، سواء في التعليم العادي أو المتخصص. يُحدد ذلك من قبل والديهم و/أو السلطة المحلية/المدرسة للنظر في ما هو أكثر ملاءمة، سواء من خلال لغة الإشارة، أو الكلام الموجه، أو حلقات السمع.
المادة 24.3ب: ينص هذا القسم على أن الطلاب ذوي الإعاقة يحصلون على الدعم من المؤسسة التي يدرسون بها ولكنه لا ينص على كيفية تمكن الأشخاص من طلب التسهيلات، وخاصة فيما يتعلق بالأفراد ذوي الإعاقة.
المادة 24.4: يقدم سجل مقدمي الدعم في أيرلندا الشمالية الدعم الشخصي، بما في ذلك الكتبة الصوتيون، ومدونو الملاحظات، ومترجمو لغة الإشارة. يقتصر هذا الدعم على أولئك الذين يدرسون في الجامعات في أيرلندا الشمالية

#### التعلم مدى الحياة
المادة 5: لا تشير هذه المادة بشكل مباشر إلى التعلم مدى الحياة في مجتمعات الصم. ومع ذلك، توضح المقالة بالتفصيل كيف يحمي قانون المساواة لعام 2010، بموجب تشريع مكافحة التمييز، الأشخاص ذوي الإعاقة من التمييز المباشر أو غير المباشر. المادة 5.2 توفر لهم التسهيلات/التعديلات التي تُحدد وفقًا للظروف الفردية. تسمح المادة 5.3 بموجب قانون المساواة "بالإجراء الإيجابي"، الذي يسمح لأصحاب العمل باختيار موظف محتمل مؤهل بنفس القدر مثل منافسهم على أمل تحقيق المساواة في مجال اللعب وإعطاء الفرص للعمال غير الممثلين. 
المادة 24.5 (انظر الملخص تحت عنوان التعليم الثنائي اللغة)
المادة 27 (انظر الملخص تحت عنوان تكافؤ فرص العمل)

#### إمكانية الوصول
المادة 9: يشير التقرير إلى منتدى إمكانية الوصول الإلكتروني الذي أطلقته حكومة المملكة المتحدة لضمان إمكانية تطوير خدمات أكثر شمولاً؛ ولكن المدى الذي قد يستفيد منه الأفراد ذوو الاحتياجات الخاصة من هذا المنتدى غير واضح.
المادة 21: (انظر الملخص تحت حقوق لغة الإشارة)

#### تكافؤ فرص العمل
المادة 27: تنص المادة 27 على أن الأشخاص ذوي الإعاقة لهم الحق في العمل مع التعديلات المعقولة وهم محميون من الفصل التعسفي. ومع ذلك، لم يُذكر كيفية استفادة الأفراد ذوي الإعاقة من أماكن العمل والتوظيف

#### المشاركة المتساوية
المادة 5: (انظر الملخص تحت عنوان التعلم مدى الحياة)
المادة 12: لا تذكر المادة خطتها لدعم المشاركة المتساوية للأفراد ذوي الإعاقة.
المادة 20: لا يوجد ذكر في المادة لخطتها لدعم المشاركة المتساوية للأفراد ذوي الإعاقة من خلال التنقل الشخصي.
المادة 23: تحمي هذه المادة حق الأفراد ذوي الإعاقة في الزواج أو الشراكة المدنية أو الرعاية أو التبني. كما يوضح أيضًا كيفية دعم الحكومة لأولياء أمور الأطفال ذوي الإعاقة. لا يوجد شيء محدد وضع لدعم الأفراد ذوي الاحتياجات الخاصة.
المادة 24: (انظر الملخص تحت عنوان التعليم الثنائي اللغة)
المادة 29: يتمتع الأفراد ذوو الإعاقة بحق التصويت ويحق لهم الحصول على الإقامة. تعترف المملكة المتحدة بوجود حواجز أمام الأشخاص ذوي الإعاقة في التصويت، ولكن لا توجد خطط واضحة لإزالة الحواجز مع وضع الأفراد ذوي الإعاقة في الاعتبار.

## لغة الإشارة في المملكة المتحدة

### لغة الإشارة البريطانية
لغة الإشارة البريطانية (BSL) هي لغة إشارة مستخدمة في المملكة المتحدة وتعتبر اللغة الأولى والمفضلة لمجتمع الصم في المملكة المتحدة. حصلت لغة الإشارة البريطانية على الاعتراف الرسمي من قبل حكومة المملكة المتحدة بعد أكثر من 20 عامًا من الدعوة. في عام 2003، أصدرت الحكومة بيانًا رسميًا يعترف بالتصويت الذي مُرر في ديسمبر 2002، والذي اعترف رسميًا بلغة الإشارة البريطانية كلغة أقلية في عام 2022، وفقًا لرسوم بيانية من الاتحاد العالمي للصم (WFD)، مُنحت لغة الإشارة البريطانية وضعًا قانونيًا ورسميًا للغة. 
أقر البرلمان قانون لغة الإشارة البريطانية، والذي يلزم وزير الدولة بتسهيل استخدام لغة الإشارة البريطانية. ومع ذلك، تعرضت لغة مشروع القانون لانتقادات بسبب إبعاد لغة الإشارة البريطانية عن مستخدميها. لقد فشل مشروع القانون في تضمين كيفية حماية مستخدمي لغة الإشارة البريطانية ومجتمع الصم بموجب القانون، مع التركيز على الحماية الأوسع بدلاً من التركيز على الوصول إلى المترجمين.

### لغة الإشارة القديمة في كينتيش
كانت لغة الإشارة القديمة في كينتيش (OKL) عبارة عن مجتمع إشارة مشترك، لم يكتسب وضعًا قانونيًا أبدًا، حيث لم يكن له مستخدمون معروفون منذ أواخر القرن السابع عشر بسبب انقراض اللغة مع مستخدميها. صُنف OKL حاليًا بحالة 10 (منقرضة).

## هيئة الخدمات الصحية الوطنية
فُرض فحص السمع الشامل لحديثي الولادة (UNHS) في المملكة المتحدة منذ عام 2001. في عام 2017، فُحص 98.95% من الأطفال حديثي الولادة، وأُحيل 2.6% من هؤلاء الرضع إلى أخصائي السمع للمتابعة. ومع ذلك، فإن 10.4% من الأطفال المحالين لم يكملوا اختبارات المتابعة. بعد استكمال جميع إجراءات الفحص والتشخيص، يؤكد إصابة ما يقرب من 1.6% من كل 1000 طفل بفقدان السمع الدائم أثناء الطفولة (PCHIL).
متوسط العمر الذي يُشخص الأطفال الذين يخضعون للفحص هو 1.6 شهرًا. لم يُقدم أي بيانات بخصوص متوسط عمر التشخيص للأطفال الذين لم يُفحصوا.

## التدخل في مرحلة الطفولة المبكرة
تتوفر خدمات التدخل في مرحلة الطفولة المبكرة لعلاج فقدان السمع في المملكة المتحدة، وتتمتع الأسر بالاستقلالية في اختيار النهج الأفضل الذي يناسب احتياجاتهم. تعمل المملكة المتحدة على تعزيز نموذج التدخل المبكر الذي يركز على الأسرة، حيث تبدأ الخدمات عادةً في عمر متوسط يبلغ 1.64 شهرًا.
وفقًا لبيان إجماع دولي نُشر في مجلة دراسات الصم وتعليم الصم عام 2013، و حُدث في فبراير 2024، وُضعت مبادئ واضحة لأفضل الممارسات في الرعاية المبكرة الموجهة للأسرة للأطفال ذوي الاحتياجات الخاصة. بما في ذلك تكنولوجيا السمع، ودعم الأسرة، ومعلمي لغة الإشارة. في جميع الجهود المبذولة لمساعدة الأسر على التكيف مع أسلوب حياة غير مألوف.
المبدأ الرابع (الدعم الاجتماعي والعاطفي للأسرة) يعترف بأي مساعدة رسمية أو غير رسمية تحتاجها الأسرة. والتي تشمل الموارد الإنتاجية التي توجه الآباء إلى المنظمات ومجموعات دعم الأقران.
المبدأ الخامس (التفاعل الأسري مع الطفل) استخدام الروتين اليومي لإنشاء اتصال مستمر مع الطفل لتعزيز التطور التواصلي. توفير الموارد لمساعدة الأسرة على التكيف بشكل أفضل لمساعدة الطفل على إدخال اللغة. سواء كان ذلك من خلال تعلم لغة الإشارة، فهذا الأمر متروك لاختيار الأسرة.
المبدأ 6 (استخدام التقنيات المساعدة ووسائل الدعم في الاتصال) يجعل أجهزة السمع، وزراعة القوقعة، وأنظمة التردد المعدل، وغيرها من أساليب الاتصال في متناول الأسر.
في مقاطعة دورست، وهي مقاطعة في جنوب غرب إنجلترا، يُعين المعلمين المؤهلين للصم (QToD) كمعلمين استشاريين. تمشيا مع المبدأ الرابع، فإنهم يدعمون الأسر والمؤسسات التعليمية في تلبية احتياجات الأطفال ذوي الاحتياجات الخاصة. يُطلب من جميع المتخصصين في QToD الحصول على دبلومات الدراسات العليا أو درجات الماجستير، وعادةً ما يكون لديهم خبرة في العمل في المدارس العادية كمنسقين للتعليم الخاص. يتضمن أحد الجوانب الرئيسية لدورهم العمل كحلقة وصل لمراقبة وتسهيل التطور التعليمي لطلاب DHH. إنهم يقدمون الدعم في مجال التواصل وتطوير اللغة - إما من خلال الكلام أو لغة الإشارة - وفقًا لطلب كل أسرة. بالإضافة إلى ذلك، فهي تساعد في سد الفجوات في المناهج الدراسية وتوفير التدريب لإظهار كيف يمكن أن يؤثر فقدان السمع لدى الطفل على الوصول إلى التعلم.
وفقًا لدليل إرشادي قدمته مؤسسة التدخل المبكر، فإن البرنامج الوحيد المدرج الذي يعالج على وجه التحديد احتياجات الأفراد ذوي الاحتياجات الخاصة هو العلاج السمعي اللفظي. صُمم هذا النهج لتزويد الآباء بالأدوات اللازمة لتطوير قدرات الاستماع واللغة المنطوقة لدى أطفالهم، بهدف تمكين الطفل من الوصول إلى الفرص المكافئة لتلك التي يتمتع بها أقرانه من ذوي القدرة السمعية.

## توظيف
يقدر عدد الأشخاص الصم وضعاف السمع في سن العمل في المملكة المتحدة بنحو 4.4 مليون شخص. يبلغ معدل التوظيف بين الأفراد ذوي الإعاقة حوالي 65%، مقارنة بـ 79% بين غير المعاقين. Deaf Unity هي منصة عمل تعرض فرص العمل من الشركات التي تعمل بنشاط على تعزيز التنوع والشمول. على الرغم من وجود قوانين لحماية الأفراد ذوي الإعاقة من التمييز في مكان العمل، إلا أن بعض المهن تظل صعبة الدخول إليها بسبب الفحوصات الطبية الإلزامية التي تشمل اختبار السمع. قد تكون هذه المهن أقل سهولة في الوصول إليها بالنسبة لـ DHH وتشمل:
- القوات المسلحة (الجيش، البحرية، الطيران)
- ضباط الشرطة
- طيارو الخطوط الجوية التجارية
- مهندسو السكك الحديدية
- البحارة (الوظائف التي تعمل على القوارب والسفن)

### الحق في العمل
أسست قطعتان تشريعيتان رئيسيتان حقوق العمل والحماية للأفراد ذوي الإعاقة في المملكة المتحدة. كان قانون مكافحة التمييز ضد ذوي الإعاقة لعام 1995 (DDA) هو أول قانون يوفر الحماية القانونية ضد التمييز في التوظيف للأفراد ذوي الإعاقة. وقد وسع هذا لاحقًا بموجب قانون المساواة لعام 2010، والذي وسع نطاق الحماية لتشمل المساواة في الوصول إلى الخدمات العامة والإقامة.
بموجب قانون المساواة، يتعين على أصحاب العمل إجراء تعديلات معقولة لاستيعاب الموظفين ذوي الإعاقة، بما في ذلك أولئك الذين يعانون من صعوبات في العمل. أحد أشكال الدعم الرئيسية المتاحة هي منحة الوصول إلى العمل، وهو برنامج ممول من الحكومة يساعد أصحاب العمل على تغطية تكلفة تقديم الدعم في مكان العمل.

#### المنح
يقدم برنامج الوصول إلى العمل دعمًا متنوعًا بناءً على نوع الإعاقة والحاجة المحددة. للتأهل للحصول على الدعم أثناء مقابلة العمل، يجب أن يكون المتقدم يبلغ من العمر 16 عامًا على الأقل، وأن يكون لديه مقابلة مؤكدة مع صاحب عمل، وأن يقيم في إنجلترا أو اسكتلندا أو ويلز، وأن يحتاج إلى دعم في التواصل. تشمل الخدمات المغطاة للأفراد ذوي الاحتياجات الخاصة مترجم لغة الإشارة البريطانية (BSL) أو المتحدثين بالشفاه. سيقوم البرنامج بدفع تكاليف الخدمات إذا كانت التكلفة المذكورة في الفاتورة تتوافق مع المبلغ المحدد في الطلب. قد تغطي منحة الوصول إلى العمل 100% من تكلفة الخدمات للموظفين الذين يتقدمون بطلباتهم خلال الأسابيع الستة الأولى من التوظيف، وكذلك مقابلات العمل. تعتمد مساهمات صاحب العمل على حجم الشركة. حُدد الحد الأقصى للمنح عند 57200 جنيه إسترليني للشخص الواحد سنويًا.
Disability Confident هو حافز حكومي تطوعي لمساعدة أصحاب العمل في توظيف الأفراد ذوي الإعاقة والاحتفاظ بهم ودعمهم في مكان العمل. على الرغم من عدم التركيز على القضايا الخاصة بالصحة الإنجابية والصحة النفسية، يسعى البرنامج إلى توفير الموارد لأصحاب العمل من أجل إحداث تغيير سلوكي طويل الأمد، من خلال ثلاثة مستويات من المخطط والتي هي جميعها طوعية ومجانية لصاحب العمل.
- واثق من الإعاقة: ملتزم (المستوى 1)
- واثق من الإعاقة: صاحب العمل (المستوى 2)
- واثق من ذوي الإعاقة: قائد (المستوى 3)

### رخص القيادة
وفقًا لوكالة ترخيص السائقين والمركبات (DVLA)، لا يُطلب من الأفراد المصابين بفقدان السمع الكشف عن أي معلومات حول قدرتهم على السمع عند التقدم لقيادة سيارة أو دراجة نارية. ومع ذلك، فإن الإفصاح مطلوب من المتقدمين لقيادة الحافلات أو السيارات أو الشاحنات. إن عدم الإبلاغ عن هذه المعلومات قد يؤدي إلى غرامة تصل إلى 1000 جنيه إسترليني واحتمال الملاحقة القضائية إذا وقع حادث نتيجة للحالة الطبية غير المعلنة.

### التدريب المهني
تتيح برامج التدريب المهني الفرصة لكسب أجر أثناء تلقي التدريب أثناء العمل من محترفين ذوي خبرة. يمكن أن تتراوح مدة التدريب من سنة إلى خمس سنوات، اعتمادًا على المستوى.
- المستوى المتوسط (المستوى الثاني) يعادل شهادة التعليم الثانوي العام
- متقدم (المستوى 3).
- أعلى (المستوى 4،5،6، و7) يعادل درجة التأسيس وما فوق.
- درجة (المستوى 6،7) تعادل درجة البكالوريوس أو الماجستير.

في حين أن بعض برامج التدريب المهني تتطلب تقييمات في القراءة والكتابة والرياضيات، فإن أصحاب العمل ملزمون بموجب قانون المساواة بتوفير التسهيلات المعقولة. وقد يشمل ذلك وقتًا إضافيًا للامتحان أو دعم التواصل. يمكن أن تساعد منحة الوصول إلى العمل في تغطية تكاليف مثل هذه الإقامات لتعزيز بيئة شاملة وعادلة.